# Jesús Gayoso Rey
Jesús Gayoso Rey (Mieres, Asturias, 26 de abril de 1971-Logroño, 27 de marzo de 2020) fue un teniente coronel de la Guardia Civil, jefe del Grupo de Acción Rápida del instituto armado desde 2014 hasta su fallecimiento en 2020, debido a la pandemia de enfermedad por coronavirus en España.

## Biografía
Nació en la localidad asturiana de Mieres en 1971, pero pronto se mudó con su familia a La Coruña, donde transcurrieron sus primeros años. Era hijo de un Guardia Civil y estaba casado. Fruto de su matrimonio, tuvo dos hijos.

## Carrera profesional
En 1991 se incorporó a la Academia General Militar de Zaragoza, donde se licenció como teniente en julio de 1996. Ese mismo año y tras superar con éxito el curso de adiestramientos especiales, fue destinado a la 1º Compañía del Grupo de Acción Rápida (GAR), con sede en Bilbao, donde su unidad participó en la lucha contra el terrorismo de ETA. Cuando ascendió a capitán se puso al frente de la 3ª Compañía de Navarra, y posteriormente, entre 2001 y 2007, dirigió la 2ª Compañía de San Sebastián, con sede en Inchaurrondo.
Como comandante fue destinado al Estado Mayor de la Dirección General de la Guardia Civil, donde permaneció entre los años 2009 y 2014. Finalmente retornó como jefe del GAR, la unidad de élite de la Guardia Civil, donde ascendió a teniente coronel.
Durante su carrera profesional, participó en varias misiones humanitarias en el extranjero, estando destinado a la misión en Afganistán entre 2009 y 2010, y en países como Túnez, Bielorrusia, Mauritania, Níger, Turquía, Bulgaria, Chile, Israel, Irak, Finlandia, Rumania, Honduras y Marruecos. Fue designado como líder del proyecto de la Unión Europea GARSI-Sahel donde se entrenan policías de países africanos similares al GAR. Su última comisión fue en Níger, donde estuvo desplegado con una Compañía de Gendarmes en la peligrosa frontera con Mali.
Tras el fin de ETA, la sede del GAR se instauró en Logroño. La Rioja fue una de las regiones de España más golpeada por la pandemia de coronavirus. Durante las primeras semanas, uno de los focos principales se localizó en la localidad riojana de Haro. Para la contención de la enfermedad, se desplegó el GAR en ese municipio, realizando labores de seguridad y desinfección. Simultáneamente, el teniente coronel Jesús Gayoso contrajo la enfermedad, siendo ingresado en la UCI del Hospital San Pedro de Logroño, si bien él no estuvo presencialmente desplegado en Haro.
El 27 de marzo de 2020, cuando en España se contabilizaban 64 059 casos confirmados de la enfermedad COVID-19 y 4858 fallecidos, el Ministerio del Interior en un comunicado anunció la muerte del Guardia Civil, lo que le convirtió en la cuarta víctima mortal dentro del cuerpo de seguridad por la enfermedad por coronavirus. Su muerte conmocionó a todas las Fuerzas y Cuerpos de Seguridad, organizándose un homenaje espontáneo a las 20 horas del día de su muerte por miembros del Cuerpo Nacional de Policía y de la Policía Local en el cuartel donde tuvo su último destino el agente fallecido, coincidiendo con los aplausos a los sanitarios que se repiten por todo el país.

### Condecoraciones
En toda su carrera, el teniente coronel Gayoso obtuvo las siguientes condecoraciones:
- 10 Cruces con distintivo blanco al mérito de la Guardia Civil.
- 3 Cruces de Plata al mérito de la Guardia Civil.
- 1 Cruz al Mérito Policial.
- 1 Cruz al Mérito Aeronáutico.
- 1 Cruz al Mérito Militar.
- 1 Cruz de Oficial al Mérito Civil.
- 1 Medalla al Mérito en la Campaña de Afganistán por las Fuerzas Armadas de EE. UU.
- 1 Medalla al servicio encomiable del Ejército de las Fuerzas Armadas.
- 1 Medalla de Bronce de la Defensa Nacional Francesa.